# Горњи Грабовац
Горњи Грабовац (алб. Graboc i Epërm) је насеље у општини Обилић, Косово и Метохија, Република Србија.

## Историја
Село је у првој половини 19. века било делом чифлик Џинића из Приштине, а делом чифлик неког католика („Латинина“) из Призрена. Са досељавањем Албанаца, чифчије (Срби) раселили су се, а Албанци нешто земље купили, нешто присвојили, а неки заузимали неискрчено земљиште.

## Порекло становништва по родовима
Подаци о пореклу становништва из 1934. године.
Родови
- Алитовић (16 к.), поисламљени и поарбанашени Срби. Доселили се око 1830. („нешто пре куге“) из Ракитнице у Дреници као муслимани и заузели некрчено земљиште ван чифлика, које после крчили. Старо српско презиме им је Ђекићи.
- Ранол или Ранић (4 к.), такође поисламљени и поарбанашени Срби. Доселили се из Турићевца у Дреници по позиву Алитовића, који су им нешто земље дали, а нешто продали. Ушли у фис Бериш.
- Мјекићи (7 к.), од фиса Бериша. Досељени око 1845. из Гладног Села у Дреници, а даљу старину знају у Лукама код Ђаковице. Прво су се настанили као чифчије у Џинића, па присвојили земљу, а присвојили нешто и од земље ранијих досељеника Алитовића (Ђекића).
- Топавић (5 к.), од фиса Тсача. Доселили се из Ладровца (Призрен) кад и Мјекићи. Дошли су и живели мало као сточари, а после купили земљу од „Латинина“, који је ту имао чифлик, и одали се земљорадњи.
- Мужак (1 к.), од фиса Мзи. Досељени из Чикатова у Дреници кад и Мјекићи. Прво били чифчије у тог „Латинина“, а после купили земљу од њега.
- Согајева (8 к.), од фиса Мзи. Доселио се као мухаџир из Согањева у Топлици и ступио на чифлик Умни-агиних из Приштине.

Роми
- Идризовић (4 к.). Настанили се у Грабовцу 1922. као момци (слуге, „роктари“). 1934. су становали у колибама и газдама на име кирије је свака породица плаћала 15 „аргата“ (радника, односно радник дана) годишње.

У селу је 1934. било још 6 ромских привремено настањених кућа.
Колонисти
- Шупићи (2 к.) и Алексићи (3 к.). Досељени 1927. из Подвршја (Никшић).
- Перовић (1 к.) 1930. из Трепче код Никшића.
- Бајат (3 к.) 1927. из Горњих Црквица (Пива, Шавник).
- Лалић (2 к.) 1927. из Кућње Њиве (Шавник).
- Лончар (1 к.) 1931. из Лике.

## Демографија
| Година       | 1948 | 1953 | 1961 | 1971 | 1981 | 1991 |
| ------------ | ---- | ---- | ---- | ---- | ---- | ---- |
| Становништво | 264  | 282  | 356  | 442  | 554  | 766  |

|  |